# Formica nigropratensis
Formica nigropratensis is een mierensoort uit de onderfamilie van de schubmieren (Formicinae). De wetenschappelijke naam van de soort is voor het eerst geldig gepubliceerd in 1962 door Johan George Betrem.